# Cippato di ramaglie
Il cippato di ramaglie (CR), (BRF in francese, bois raméal fragmenté, RCW in inglese, ramial chipped wood), è un tipo di triturato di legno costituito da rami di piccole e medie dimensioni. Il CR è un prodotto forestale utilizzato in agricoltura e selvicoltura per la pacciamatura e l'arricchimento del suolo. Può essere posato sul terreno (come nella pacciamatura), mescolato in esso (come concime verde) o prima compostato e poi applicato.
Il CR è costituito da ramoscelli, rami di alberi e arbusti legnosi, preferibilmente decidui, fino a 8 cm di diametro. Viene trasformato in piccoli pezzi mediante triturazione e il prodotto che ne deriva ha un buon rapporto cambio/cellulosa rispetto ad altri prodotti in legno cippato. Pertanto, più ricco di nutrienti, è un efficace promotore della crescita dei funghi nel suolo e della formazione del suolo in generale. L'obiettivo è sviluppare un terreno arioso e spugnoso che trattiene una quantità ideale di acqua e resista all'evaporazione e alla compattazione, contenendo una fonte a lenta cessione di fertilità.
Il cippato di ramaglie (CR) è un derivato non compostato di residui di triturazione di rami, perlopiù di latifoglie. Per estensione, il termine si riferisce a una tecnica di cultura agricola pensata in Canada che, con l'introduzione del cippato nello strato superiore del suolo, cerca di ricreare un terreno ricco, arioso e ricco di microrganismi, come spesso si trova nella foresta. Il CR promuove la pedogenesi necessaria per la creazione di humus. Il suo uso può favorire l'agricoltura biologica o l'agricoltura conservativa. Viene utilizzato nel giardinaggio, per esempio utilizzando il taglio delle siepi. Il CR viene utilizzato principalmente per far ripartire l'attività biologica compromessa dalle lavorazioni del suolo che distruggono la vita degli organismi del suolo (pedofauna) rivoltandolo e mettendolo nudo. Il CR è incorporato in superficie (da 0 a 4 cm o fino a 20 cm o più su un terreno molto degradato) e quindi i lombrichi si nutrono della cellulosa, mentre i funghi degradano la lignina.

## Storia
La tecnica del CR viene dal Québec, dove è stata sperimentata dal 1970. Alcuni agronomi triturarono in inverno della ramaglia, diffusero il cippato ottenuto su terreni agricoli e lo incorporarono in primavera nello strato superficiale del terreno.
I risultati furono impressionanti:
- miglioramento della struttura del suolo (grande apporto di humus);
- effetto fertilizzante con maggiori rese;
- riduzione significativa dei bisogni idrici;
- riduzione delle malattie;
- tutto senza lavoro del terreno né diserbo, né trattamenti.

## Tipi di legno utilizzabile
Il legno di grosse branche non è adatto a CR (può essere utilizzato come legno da ardere). Il suo rapporto C/N molto alto (600) richiede una quantità molto grande di azoto durante la degradazione. Solo l’alburno e i giovani rami (diametro <7 cm) da una mescola di alberi nobili (legno duro con alto contenuto di tannino come quercia, castagno, acero, faggio, robinia) può essere utilizzato in CR. In effetti, i tannini sono principalmente nel durame.
Le conifere devono essere evitate a causa del loro contenuto di lignina (il 10-20% è tollerato in una miscela). La resina non è gradita perché è costituito da derivati di diterpeni (parte di colofene) e monoterpeni (trementina). Va notato che solo i generi Pinus, Picea, Larix e Pseudotsuga hanno canali resinosi. Le thuye sono caratterizzate da costituenti del durame, tossico per i microrganismi, derivati di tropolone (thujeplicini), a carattere fenolico, e devono quindi essere escluse nel CR.
La temuta acidificazione del suolo del CR è un effetto che non è mai stato osservato. Al contrario, nei terreni acidi, il CR di latifoglie tende a fare aumentare il pH.
Per quanto riguarda la decomposizione di determinate specie, non è necessario confondere l'imputrescenza di taluni tronchi secchi (casi dei castagneti) con quello di ramoscelli freschi triturati a terra. Ad esempio le robinie, con imputrescibilità riconosciuta, hanno dato ottimi risultati in Ucraina. Anche il larice (anche questo imputrescibile), pur se una conifera, ha dato risultati corretti nella rigenerazione della foresta in Quebec, è la migliore conifera per uso CR (migliore d alcune latifoglie).

## Composizione di legno di ramaglia
Perché più esposti alla luce e i più attivi, i rami e i ramoscelli (o gli alberi molto giovani) che compongono il CR sono la parte più ricca di elementi dell'albero. Ci sono il 75% di minerali, amminoacidi, proteine, fitormoni e biocatalizzatori (enzimi). Il legno di ramaglia contiene cellulosa, emicellulosa e lignina, molte proteine, tutti gli amminoacidi, quasi tutti i tipi di zuccheri e amidi, oltre a polisaccaridi intermedi. Sono presenti molti sistemi enzimatici, ormoni, ma in particolare polifenoli, olii essenziali, terpene, tannini e altro, associati  con  i nutrienti necessari per la sintesi e la regolamentazione della vita.
Tra tutti questi prodotti, molti sono fragili (enzimi, ormoni e certe proteine e catene di amminoacidi). Altri saranno fonti di energia immediata come zuccheri, seguiti da cellulosa ed emicellulosa. Rimane la lignina, la molecola tridimensionale - uno dei più complessi del mondo vegetale - che è una fonte significativa di energia, ma di un difficile accesso, poiché questa energia è contenuta in cicli aromatici che pochi esseri viventi possono degradare per ottenere profitto. Protozoi e batteri possono farlo, lentamente, ma i più importanti sono i funghi del gruppo di basidiomiomycetes.
Un metro cubo di CR sarebbe equivalente a circa 250 kg di legno secco o 370 kg bagnato, contenente circa 1,7 kg di azoto. Una volta decomposti, questi 370 kg di CR danno 75 kg di humus stabile, che contengono circa 3,5 kg di azoto (4-5%). L'humus è una materia molto stabile, ma è ancora soggetta alla mineralizzazione che consente di rilasciare dell'azoto assimilabile. Questa naturale mineralizzazione rappresenta, sotto un clima continentale, tra il 2 e il 3% del peso dell'humus all'anno. A parte la calcinazione e il lavoro del suolo che sono noti per accentuarla, la mineralizzazione è il risultato dell'attività organica parzialmente guidata dalle piante, attraverso la nuvola di batteri che accompagnano le loro radici.

## Ruolo
Il CR ha ruoli diversi:
Ruolo nutritivo
Consente di rigenerare e mantenere la ricchezza di un suolo, e di costituire reti trofiche grazie al ruolo predominante della lignina fresca (presente sotto forma di oligomeri o monomeri) e all'azione fondamentale dei basidiomiceti nella depolimerizzazione di lignina, che porta alla produzione della glomalina favorevole alla pedogenesi, con un'influenza importante sulla conservazione e la distribuzione dell'acqua biologicamente attiva nella simbiosi tra ife e radici.
Ruolo idroregolatore e strutturazione del suolo
I frammenti di legno di ramaglia diffusi nello strato superficiale del suolo assorbono le piogge evitando o limitandone la lisciviazione, prevenendo la risalita dell’acqua per capillarità e quindi l'evaporazione che caratterizza il terreno soprattutto in assenza di copertura di vegetazione. La presenza di frammenti di legno a dimensione variabile contribuisce anche alla aerazione del suolo.
Ruolo termoregolatore
Il CR risulta avere un effetto tampone sulla temperatura del suolo che risulta meno calda in estate. Questo ha un effetto protettivo sulla pianta come sulla pedofauna. Aggiungere il CR consente di ricostruire in modo sostenibile un ecosistema a livello del suolo.
Questa tecnica può essere utilizzata da tutte le forme di colture, giardini, orti, agricoltura, nuove piantagioni e formazione di siepi, selvicoltura, arboricoltura ...

## Processi
Il processo di decomposizione degli elementi vegetali utilizza attività animale, microbica e crittogamica (funghi) del suolo. È una trasformazione lenta ma inesorabile. I filamenti di micelio producono glomalina che sono "colle" umiche che producono fenomeni di aggregazione. C'è correlazione tra le reti miceliali e la produzione di glomalina. Questo produce terreni strutturati e arricchiti in humus stabile.
La depolimerizzazione della lignina produce polifenoli antiossidanti (guaiacyl e syringyl, i due polifenoli più importanti con tannini) che svolgono un ruolo vitale nella pedogenesi; impediscono la lisciviazione dell'azoto in autunno e promuovono la sua riorganizzazione nella produzione di humus.
La presenza di lignina fresca promuove il rapido sviluppo di funghi (basidiomiceti) che degradano il legno. Associato a una presenza di carbonio elevata (C/N CR = 50), l'azoto presente nei ramoscelli viene rapidamente consumato. La proliferazione dei funghi causerà il riorientamento e la stabilizzazione dell'azoto verso l’umificazione.
L'interramento del CR all'inizio della primavera consente di ottenere un terreno mull (humus) (che contiene più lombrichi) mentre lasciandolo in superficie, otteniamo un moder (che piuttosto contiene artropodi).
Con il CR la questione dell'energia è importante. In effetti, il CR fornisce energia chimica, in un certo senso un "combustibile" per la vita del suolo, grazie a lignina, nuclei di emicellulosa, cellulosa e zuccheri. La lignina richiede del tempo per essere digerita dai microrganismi capaci di farlo. È essenzialmente il marciume bianco così chiamato a causa del loro aspetto (funghi saproxilici in vecchi mucchi di legno). La digestione di lignina del terreno produce una grande quantità di energia. Questo "combustibile" accessibile ai funghi, che lo reintegrano attraverso la rete trofica, dà loro una capacità di strutturazione: secernono gli antibiotici che limitano alcuni batteri; La loro azione rende la cellulosa CR accessibile ai microrganismi che alimentano la catena trofica, dove le deiezioni dei lombrichi vengono utilizzati per il nutrimento di micro-artropodi i cui escrementi forniscono altri organismi che alla fine producono nutrienti assimilabili per le piante. 

### Mancanza d’azoto
Gli apporti di CR riducono l'azoto disponibile perché i funghi ne necessitano. Questo azoto è prelevato dalle riserve del suolo che provocano una carenza temporanea di questo elemento. Il degrado della lignina da parte di funghi produce polifenoli che sono antiossidanti. I nitrati sono una forma ossidata di azoto (NO3). Poiché ci sono molti meno nitrati, un'assunzione di fertilizzanti può essere utile.
Le colture in atto o quelle a venire possono non avere azoto (più o meno importante a seconda della natura del suolo). Questa carenza di azoto è sfavorevole da colture per i primi due o sei mesi. Per compensare questa mancanza, possiamo installare, il primo anno prima dell'applicazione del CR, un fertilizzante verde della famiglia di legumi, trifoglio o erba medica. Potrebbe anche essere tentato simultaneamente al CR un letame ricco di azoto (tipo di liquami) per compensare la mancanza di azoto , ma sarebbe un errore perché, secondo Gilles Lemieux, "l'applicazione del CR è fatta senza il contributo di azoto o uso di insetticidi o erbicidi. Un'assunzione di azoto può mettere in pericolo la durevolezza del suolo per accelerare in modo improprio il degrado di polifenoli e cellulosie idrolizzabili. Ciò può anche cambiare la struttura aggregata, le loro proprietà fisico chimiche e, ancora più importante, compromettere la mineralizzazione dell'azoto.” Infatti, secondo J.-Tissaux5, "i funghi possono usare azoto sotto forma di ammonio e amminoacidi, ma molto rari sono quelli che lo usano sotto forma di nitrati" . La quantità ottimale di azoto per la crescita di diversi basidiomiceti base in mezzi sintetici è stata valutata a 0,07-0,11% in peso per il 11-12% di carbonio sotto forma di glucosio. Questo dà un rapporto C/N di 100-170.
Gli spandimenti realizzati in autunno sono meglio integrati per la pioggia o la neve. In quel momento, ci sono abbastanza nitrati nel suolo e le piante lo usano poco. Si può tranquillamente apportare il CR che inoltre servirà come pompa di nitrati. Gli spandimenti dopo gennaio sono da evitare perché si innesca una forte competizione nei confronti di azoto. Questa competizione è tanto più forte come il contributo del CR è elevato.

## In pratica

### Prerequisiti
L'uso di CR è rapidamente efficace solo sul terreno vivente. Vale a dire un piano dove si coltiva e protegge la vita biologica che ospita.
Gli strumenti di lavoro del suolo sono i primi distruttori di terreno vivente. Ci vogliono circa 5 anni per ripristinare la vita di un terreno morto. La prima causa della morte del suolo è il compattamento e il lavoro in profondità. Il terreno compattato è contrario alla penetrazione delle radici. Il contributo di CR non è una soluzione in questi casi.
Per "resuscitare" i terreni morti, una soluzione è seminare il sovescio e praticare la pacciamatura in modo da consentire il massimo residuo fresco in superficie.
I primi contributi del CR sono sempre realizzati in piccole quantità, in autunno. Il terreno morto non può digerire la lignina. L'assimilazione è un processo abbastanza lento. Ci vogliono da 3 a 4 anni per misurare una differenza di porosità nei terreni. Più i suoli sono pesanti e idromorfi, più è necessario lavorare con piante a radice fittonante che sono alleati eccellenti per ripristinare rapidamente gli scambi verticali nel terreno. La ristrutturazione da parte delle erbacce è spesso spettacolare. I romici e i cardi, per esempio, ristrutturano un terreno degradato in 3 anni. Tuttavia, è necessario trovare un compromesso tra erbacce e colture.
Una volta che il terreno è tornato in vita, l'unico lavoro possibile è una sarchiatura da 2 cm senza dimenticare, in ogni circostanza, di mantenere vivo il suolo nutrendolo con pacciamatura e apporti organici.

### Produzione
Più basso è il diametro dei ramoscelli, migliore sarà l’effetto sul terreno (quelli con diametro superiore a 7 cm deve essere evitato). L'ideale è che questi ramoscelli o rami siano triturati durante il periodo dormiente, quindi senza le loro foglie, alla fine dell'autunno. È da preferire il legno giovane perché contiene lignina in formazione, più aggredibile da funghi e batteri che lignina adulta presente nel tronco degli alberi. Questi rami e ramoscelli contengono un componente in azoto indispensabile per lo sviluppo di questi batteri e funghi.
Si consiglia di non mettere troppe foglie nel CR perché incorporare il fogliame in grandi quantità promuove i batteri a scapito dei funghi e quindi si avvicina a un processo di compostaggio convenzionale.
I rami possono provenire dal taglio e dalla potatura degli alberi ornamentali, degli alberi da frutto e delle siepi (attenzione alle conifere che non devono superare il 10-15% del totale).
Il legno è triturato per facilitare l'attacco a lignina da batteri e funghi. In effetti, la corteccia di questi rametti è protetta dall’attacco di insetti e batteri da uno strato di cutina. La cippatura mette il legno a nudo e lo rende immediatamente attaccabile da batteri e funghi.
I rami morti e secchi sono da evitare perché rischiano di pompare acqua dal terreno piuttosto che tenerlo umido. Questi rami morti sono impoveriti nei nutrienti. È meglio non usarli o in proporzioni molto piccole e preferibilmente mescolato con il resto del cippato.
In termini puramente economici per la selvicoltura, la produzione CR può essere concorrenziale con la produzione di legna da ardere. È da evitare l'esportazione prematura dei ramoscelli dalle foreste.  La raccolta impoverisce l'ambiente e non consente all'ecosistema di rigenerarsi adeguatamente.

### Uso
1. Raccolta del legno di ramaglia: nel clima temperato, ramoscelli del raccolto inferiore a 7 cm di diametro dalla fine dell'estate fino all'inizio dell'inverno.
2. Frammentazione: macinare per ottenere frammenti massimo di 5 cm.
3. Spandimento: non appena la triturazione è completa, ogni tre anni da 150 a 300 metri cubi di CR per ettaro su uno strato di circa 3 cm. Il CR di conifere deve essere evitato, non dovrebbe essere incorporato oltre il 10 al 15%. Se il cippato non può essere diffuso fresco, vale a dire quando è ancora verde, riportalo in andane alte di un metro alto, su un sito ben drenato, quindi distribuiscilo nell’autunno successivo.
4. Incorporalo nel terreno, da 5 a 10 cm (a seconda della natura del terreno), il processo deve rimanere aerobico. Oltre 15 cm profondi il processo di decomposizione non funzionerà.
5. Se la prima applicazione di CR viene eseguita alla fine dell'inverno o in primavera, necessita un contributo di azoto per il primo anno (compost o letame)
6. Seminare e non disturbare più il terreno.
7. Se i terreni sono umidi e sortumosi, ritardare o anticipare incorporazioni (problema di aerobiosi) e sono preferibili contributi regolari (una voltae all'anno) in piccole quantità: 20 t/ha max o tra 40 e 50 m3.
8. Gli apporti di fine estate fino all'inizio dell'inverno sono i più favorevoli. Possono essere realizzati in colture intermedie (piccola superficie diffusione in una copertura vegetale o cultura principale).
9. Per accelerare il processo, la catena trofica può essere attivata "inoculando" il CR con basidiomicoti aggiungendo lettiere forestali.
10. Il contributo di CR crea un nuovo ambiente, con un nuovo equilibrio. I parassiti (lumache, roditori) arrivano sempre per primi (nel primo anno), i regolatori (carabidi, lampiridi, rapaci) sempre più tardi. Si raccomanda il non lavorare oltre il 50% della superficie per non disturbare le uova e le larve dei carabidi.
11. In Francia, Jean Bour ha sviluppato dalla fine degli anni '60, un tecnica di compostaggio di sterpaglia che usa anche la triturazione dei ramoscelli, avente come derivati la produzione di acqua calda e metano.